# Emmanuel Durlet
Emmanuel Durlet (Antwerpen, 11 oktober 1893 - aldaar, 7 februari 1977) was een Belgisch pianist, hoogleraar en componist.

## Biografie
Durlet was de kleinzoon van de architect Frans Andries Durlet, die het Antwerps Museum Steen stichtte. Hij studeerde aan het Koninklijk Vlaams Muziekconservatorium te Antwerpen piano bij Frans Lenaerts, harmonie bij Edward Verheyden en compositie bij Lodewijk Mortelmans. Vanaf 1912 studeerde hij verder aan het Weens Conservatorium, thans Universität für Musik und darstellende Kunst bij Leopold Godowsky. Dit laatste kon hij vanwege het uitbreken van de Eerste Wereldoorlog niet voleinden en hij keerde toen terug naar zijn geboortestad. Vanaf 1920 doceerde hij gedurende 39 jaar piano als hoogleraar aan het Koninklijk Vlaams Muziekconservatorium van Antwerpen.

## Werk
In Antwerpen ontwikkelde hij zijn pianomethode Ik zal goed piano spelen. Daar ontstonden vanaf 1933 ook 300 nieuwe composities, waarvan het merendeel voor piano geschreven werd.
Hierin zijn begrepen:
- 80 kleine pianostukken voor jongeren,
- Concerto voor piano en orkest Middeleeuwse Sproke,
- Concerto voor viool en orkest De kapel van Maria Magdalena extra muros,
- Sonate verluchte verhalen voor viool en piano,
- Herwerkte versie van het Pianoconcerto van Peter Benoit

## Internationale Prijs Emmanuel Durlet
De Muziekprijs Internationale Prijs Emmanuel Durlet werd vanaf 1978 tot 2005 driejaarlijks ingericht. Deze wedstrijd was toegankelijk voor pianisten van alle nationaliteiten, tussen de 16 en 29 jaar oud. Naast het klassieke repertoire moesten de deelnemers ook originele composities van Emmanuel Durlet brengen.

### Laureaten
- 1979: Cécile Muller - België
- 1981: Eliane Rodrigues - Brazilië
- 1983: Luc Devos - België
- 1985: Nigel Hill - Engeland
- 1987: Rita Degraeuwe - België
- 1989: Jan Michiels - België
- 1991: ex aequo : Stefaan De Schepper en Thomas Dieltjens - België
- 1993: Mikhaïl Trushechkin - Rusland
- 1996: Yasuko Toba - Japan Oostenrijk
- 1999: Irene Russo - Italië
- 2002: Lucas Blondeel - België
- 2005: Olga Kotlyarova - Rusland